# الرياض (كفر البطيخ)
الرياض هي إحدى قرى مركز كفر البطيخ التابع لمحافظة دمياط بجمهورية مصر العربية.